# Montatura equatoriale
Una montatura equatoriale è una montatura o sostegno di un telescopio che consente con un unico movimento, manuale o motorizzato, di "inseguire" il moto apparente di un astro nel cielo, in realtà ruotando in sincrono col moto di rotazione terrestre.
Le montature equatoriali si dividono in più categorie. Esse presentano tutte in comune due caratteristiche: una fisica ed una strumentale. La caratteristica fisica comune a tutte le montature equatoriali consiste nel fatto che l'asse principale intorno a cui ruota tutta la massa strumentale presenta, rispetto al suolo,  un'inclinazione variabile in funzione della latitudine del posto in cui lo strumento si trova: tale asse mira quindi il Polo Nord celeste e per questo è detto asse polare.
L'altra caratteristica consiste nell'invariabilità della declinazione strumentale: una volta puntato l'oggetto da osservare, entra in funzione il solo moto siderale e non c'è rotazione di campo.
Per queste caratteristiche, tali montature sono ideali per l'astrofotografia: con un unico movimento di rotazione (un giro completo in circa 24h) su un asse parallelo a quello terrestre, l'oggetto osservato rimarrà sempre inquadrato nello stesso punto del campo di osservazione; nello stesso tempo, nel campo osservato tutti gli oggetti rimarranno nella stessa posizione, senza ruotare nel campo visivo.

## Montature equatoriali

### Montatura alla tedesca o di Fraunhofer
È stata questa la prima montatura equatoriale ed è tuttora usatissima nel campo amatoriale per la sua eventuale facile trasportabilità nonché per la semplicità costruttiva.  In questa montatura il telescopio è sempre posizionato da una parte (ora Est ora Ovest del meridiano dell'osservatore) mentre dall'altra parte sono posti dei contrappesi che bilanciano il peso strumentale. La montatura è validissima ancora oggi ed è poco adatta soltanto ai telescopi robotizzati in quanto presenta il problema della reversibilità degli assi al meridiano: se si insegue un oggetto da Est ad Ovest, dal sorgere al tramonto, quando questo si trova al meridiano, per poterne proseguire l'osservazione occorre riposizionare il telescopio invertendo la posizione telescopio-contrappesi. Questa montatura consente l'accessibilità al Polo.

### Montatura inglese
La montatura inglese risolve il problema della reversibilità degli assi al meridiano: il telescopio è situato al centro di una culla che punta verso il Nord celeste. Questa montatura non consente l'accesso al polo. Una variante di questa montatura è la montatura inglese fuori asse, che anziché un traliccio centrale presenta un robusto asse, al cui lato è posizionato il telescopio e dalla parte opposta i contrappesi. Ricorda un poco la montatura tedesca e presenta anch'essa il problema della reversibilità degli assi ma consente l'accesso al polo.

### Montatura fotografica
Unisce i vantaggi della montatura alla tedesca ed all'inglese. Inoltre è assai compatta e non presenta il problema della reversibilità degli assi al meridiano.

### Montatura a forcella
È la più pratica delle montature equatoriali. Il telescopio è fissato all'interno di una forcella che punta il polo nord celeste. Consente l'accessibilità al polo e non ha problemi di reversibilità di assi. L'unico svantaggio è rappresentato dal fuori centro delle masse rispetto all'asse gravitazionale ideale, per cui la forcella deve essere della massima robustezza per non subire flessioni all'estremità dove è situato l'intero peso strumentale del tubo ottico.

### MontaturaPorterod a ferro di cavallo
È così chiamata perché ideata da Russel W. Porter per il telescopio da 200 pollici di Monte Palomar. Questa montatura fu ideata per l'impossibilità materiale di costruire una forcella idonea a contenere un telescopio il cui specchio principale presentava un diametro di 5 metri: la forcella avrebbe dovuto presentare una sezione interna (braccio-braccio) di circa 6 metri. Questa montatura deriva, con modifiche, dalla montatura inglese: l'asse superiore che punta il Nord celeste è sostituito da una ruota a ferro di cavallo entro cui può essere alloggiato il telescopio in modo da consentire osservazioni anche a basse declinazioni. La ruota a ferro di cavallo nell'immagine linkata mostrata nella fase di lavorazione è rettificata e lappata ed il ruotismo è assicurato da una serie di rulli che trascinano la ruota che spinge gravitazionalmente su di essi. Non avendo queste montature ruote dentate e viti senza fine per il trascinamento strumentale, si riduce pressoché a zero uno dei principali problemi meccanici dell'inseguimento realizzato con corona dentata: il periodismo della vite senza fine che s'innesta sulla corona, problema meccanico che da solo meriterebbe una trattazione a parte. Oggi il periodismo è comunque limitato molto tramite correzioni all'inseguimento operate dall'elettronica e dal software.

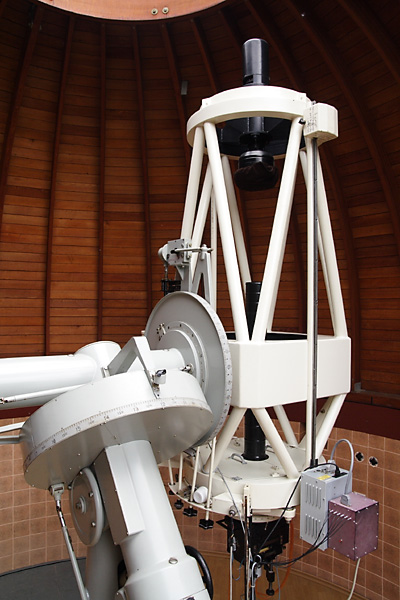
Telescopio riflettore in montatura alla tedesca
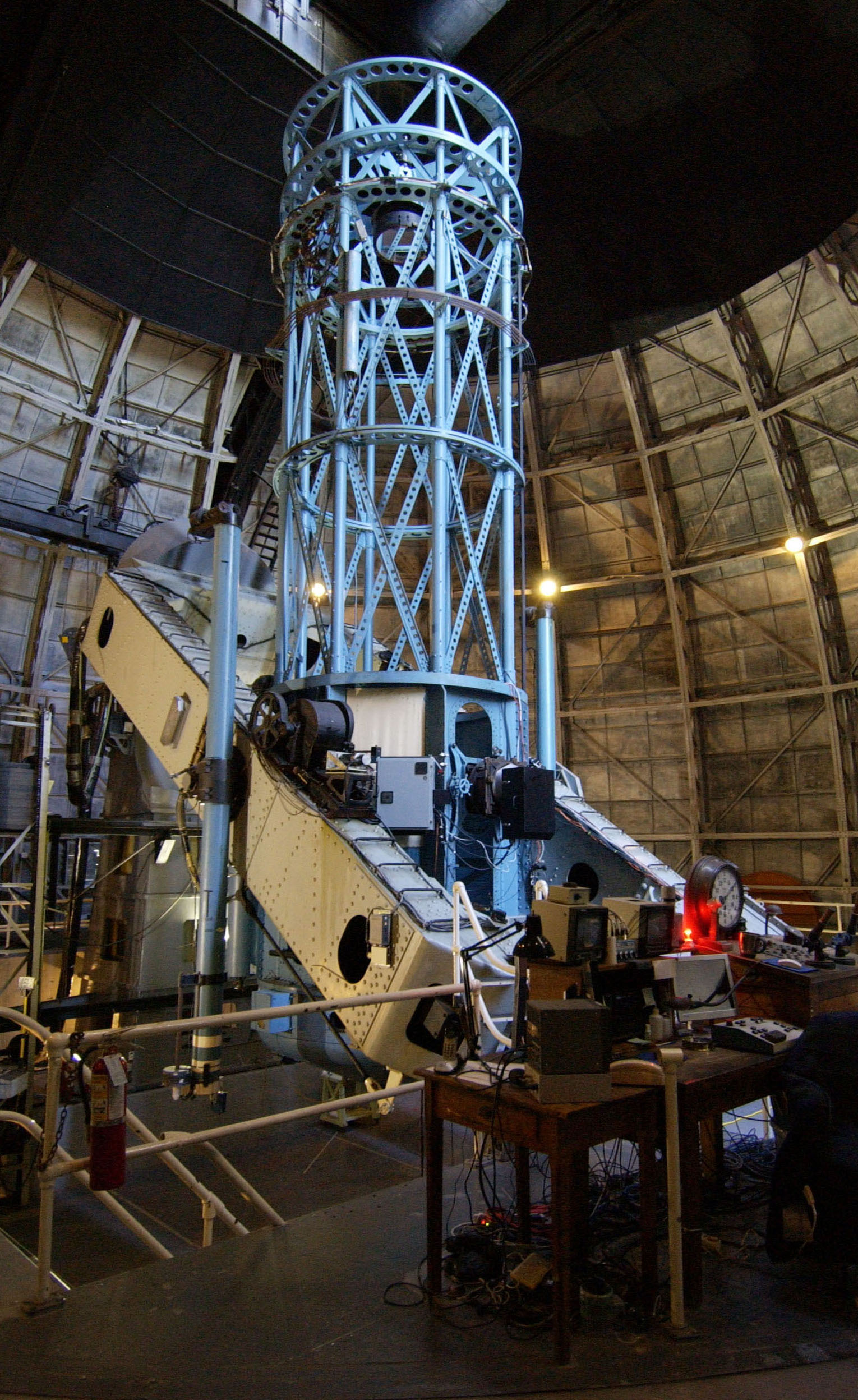
Montatura all'inglese (Telescopio Hooker)
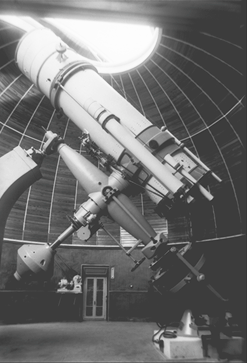
Montatura all'inglese fuori asse (telescopio Zeiss di Merate)
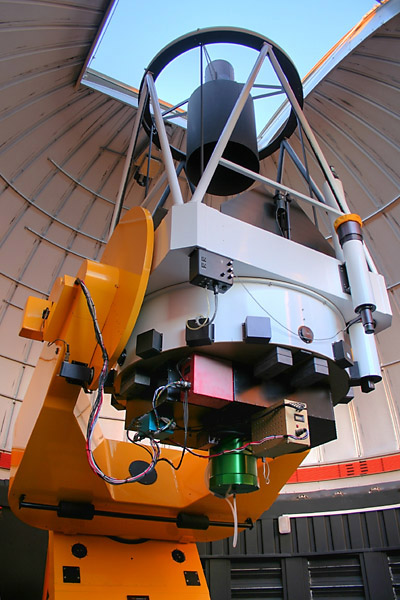
Montatura a forcella
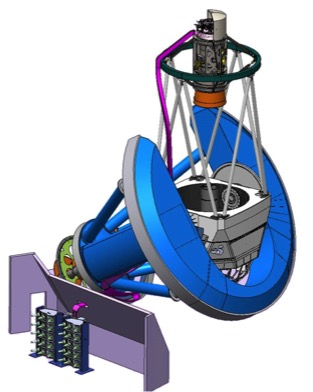
Telescopio Mayall in montatura a ferro di cavallo

## Allineamento delle montature equatoriali
A differenza della montatura altazimutale che non richiede alcun allineamento, le montature equatoriali vanno tutte stazionate ossia orientate verso il Polo Nord Celeste con il loro asse polare ossia l'asse attorno al quale il telescopio ruota per mantenere l'oggetto osservato al centro del campo compensando la rotazione terrestre.
Da notare che una montatura altazimutale non é altro che un'equatoriale profondamente disallineata, questo significa che un impreciso stazionamento farà riemergere i problemi tipici di una montatura altazimutale.
Lo stazionamento è dunque un'operazione molto importante soprattutto per chi pratica la fotografia astronomica quindi non sorprende che esistano vari metodi tra cui spicca il metodo detto di http://www.astrofilisenesi.it/articles/articles-4-a.shtml che consiste nel posizionare correttamente il telescopio mediante successive approssimazioni. Molte montature moderne montano, inoltre, un piccolo cannocchiale detto cannocchiale polare che è allineato con l'asse polare della montatura e presenta un reticolo che facilita l'allineamento della montatura con il polo nord o sud celeste.

## Motorizzazione delle montature equatoriali
Tutte le montature viste, oltre che con movimenti manuali, possono compensare il moto apparente della volta celeste con opportuni sistemi motorizzati. Una volta orientato ed allineato polarmente lo strumento con diversi sistemi,  un unico moto orario che compia il giro completo in maniera sincrona con il moto di rotazione terrestre, permetterà di mantenere perfettamente centrato l'oggetto celeste inquadrato.
Il discorso è valido per oggetti celesti al di fuori del sistema solare, mentre ad esempio per i pianeti, il loro moto relativo contribuirà ad ulteriori piccole variazioni.
Il moto orario meccanico viene realizzato tradizionalmente con sistemi che prevedono una vite senza fine innestata sull'asse di un motore elettrico, che va a fare girare una ruota dentata solidale con l'asse polare dello strumento, e con asse ad angolo retto rispetto alla vite. 
Nonostante tutte le attenzioni costruttive, questo genere di moto è più o meno afflitto dal problema dell'errore periodico, o periodismo, per cui lievi eccentricità, anche micrometriche, nella rotazione della vite senza fine, si trasformano in variazioni periodiche della centratura del soggetto inquadrato.
La compensazione del periodismo si ottiene con la continua compensazione manuale degli errori, utilizzando un astro inquadrato con forte ingrandimento al centro di un reticolo di riferimento (guida). In parte questa correzione si può ottenere con sistemi elettronici, che imparano dall'analisi dei processi di correzione manuale, o che agganciano un astro di riferimento ed eseguono con sistemi computerizzati il lavoro di guida dell'astronomo. I moderni motorini a controllo digitale (motori passo-passo) ne facilitano la realizzazione tecnica.